# Andreas Ebbesson
Andreas "Ebbe" Ebbesson, född 31 oktober 1985, är en svensk racerförare. Han är bror till racerföraren Peter Ebbesson. Ebbesson blev mästare i Swedish Touring Car Championships privatförarcup, Semcon Cup, säsongen 2010 och tävlar under 2012 i TTA – Elitserien i Racing för WestCoast Racing.

## Racingkarriär

### Början av karriären (2004-2006)
Ebbesson tävlade för sitt eget team, Ebbesson Motorsport, direkt från starten av sin karriär, ända fram till säsongen 2012. Det började med Volvo S40 Challenge 2004, där han slutade som sjua sitt första år. Under hans andra år i klassen blev han fyra totalt, efter nio pallplatser utan någon seger. Säsongen 2006 tävlade han istället i Volvo S60 Challenge och under säsongen tog han en seger och lyckades bli tvåa bakom Andreas Simonsen i mästerskapet.

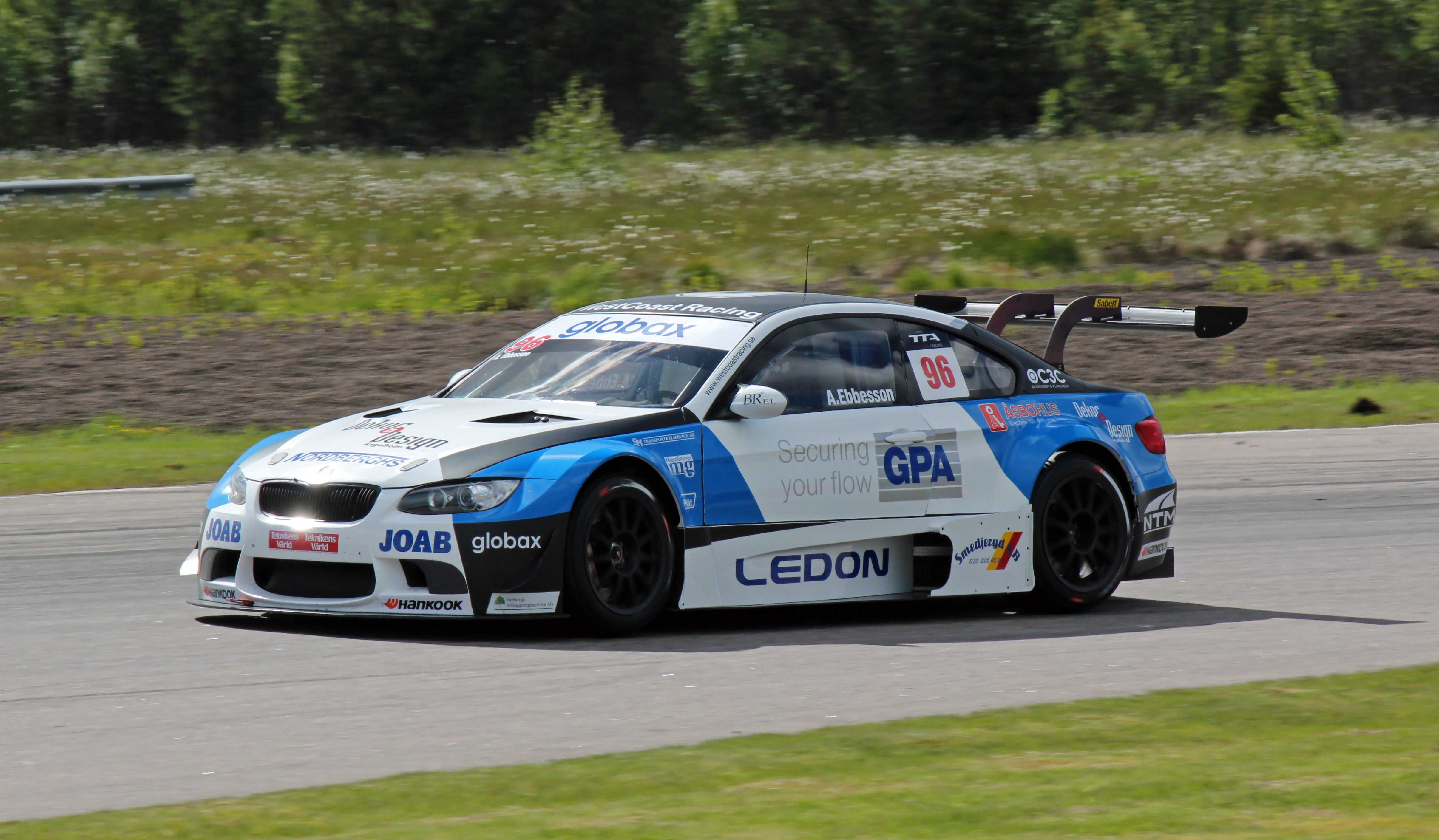
Andreas Ebbesson i TTA – Elitserien i Racing på Anderstorp Raceway 2012.

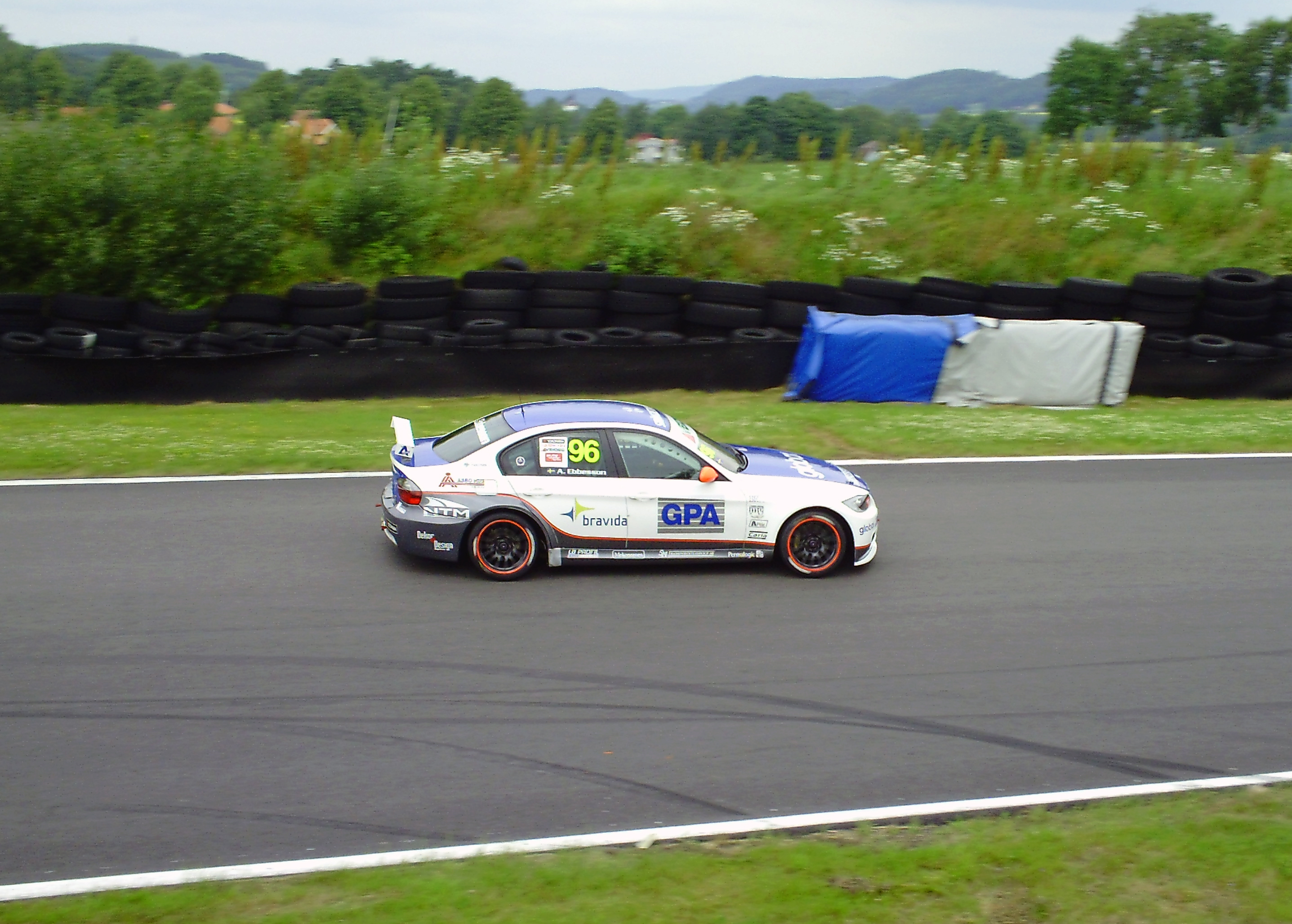
Andreas Ebbesson på Falkenbergs Motorbana i Scandinavian Touring Car Championship 2011.

### Radical (2007-2009)
Till år 2007 lämnade Ebbesson standardvagnsracingen och gick istället över till Radical, närmare bestämt det svenska mästerskapet Radical Elite Championship. Han tog under sin första säsong en seger och slutade fyra totalt. År 2008 halverade han sin placering, då han blev tvåa bakom vinnande Christian Kronegård, och tog elva pallplatser, varav fyra segrar. Efter framgången 2008 fortsatte han även 2009. Han blev då överlägsen mästare med 411 poäng, jämfört med tvåan, Robert Myrsäter, på 285 poäng. Han vann tolv av de fjorton race han ställde upp i och var på pallen i samtliga.

### Tillbaka till standardvagnsracingen (2010-)
Efter detta flyttade Ebbesson tillbaka in i standardvagnsracingen 2010, men denna gången till Swedish Touring Car Championship. Han körde där en BMW 320si i privatförarcupen Semcon Cup, som han även vann. Han lyckades inte upprepa bedriften 2011, utan lade sig på en andraplats bakom Joakim Ahlberg i privatförarcupen.
Till säsongen 2012 startades en utbrytarserie från STCC; TTA – Elitserien i Racing. Ebbesson fick kontrakt med WestCoast Racing och började för första gången i sin karriär tävla för ett annat team än sitt eget. Ebbesson kör en bil med BMW M3-liknande kaross, med Martin Öhlin som teamkamrat.

### Karriärstatistik
| År                                               | Klass/Mästerskap                                   | Team                | Bil                   | Totalt/poäng   | Bästa placering           |
| ------------------------------------------------ | -------------------------------------------------- | ------------------- | --------------------- | -------------- | ------------------------- |
| 2004                                             | Volvo S40 Challenge                                | Ebbesson Motorsport | Volvo S40             | 7:a/122p       | ?                         |
| 2005                                             | Volvo S40 Challenge                                | Ebbesson Motorsport | Volvo S40             | 4:a/185p       | ?                         |
| 2006                                             | Volvo S60 Challenge                                | Ebbesson Motorsport | Volvo S60             | 2:a/83p        | 1:a på ? (Race ?)         |
| 2007                                             | Radical Elite Championship                         | Ebbesson Motorsport | Radical Prosport 1300 | 4:a/154p       | 1:a på ? (Race ?)         |
| 2007                                             | Radical National Sweden                            | Ebbesson Motorsport | Radical Prosport 1300 | 5:a/116p       | ?                         |
| 2008                                             | Radical Elite Championship                         | Ebbesson Motorsport | Radical Prosport 1300 | 2:a/106p       | Fyra segrar               |
| 2009                                             | Radical Elite Championship                         | Ebbesson Motorsport | Radical PR6           | 1:a/411p       | Tolv segrar               |
| 2010                                             | Swedish Touring Car Championship                   | Ebbesson Motorsport | BMW 320si             | 13:e/8p        | 9:a på Mantorp (Race 1)   |
| 2010                                             | Swedish Touring Car Championship - Semcon Cup      | Ebbesson Motorsport | BMW 320si             | 1:a/298p       | Tio segrar                |
| 2010                                             | Scandinavian Touring Car Cup                       | Ebbesson Motorsport | BMW 320si             | 19:e/0p        | Två elfteplatser          |
| 2011                                             | Scandinavian Touring Car Championship              | Ebbesson Motorsport | BMW 320si             | 21:a/10p       | 8:a på Knutstorp (Race 2) |
| 2011                                             | Scandinavian Touring Car Championship - Semcon Cup | Ebbesson Motorsport | BMW 320si             | 2:a/303p       | Sex segrar                |
| 2012                                             | TTA – Elitserien i Racing                          | WestCoast Racing    | BMW M3 TTA            | säsongen pågår | säsongen pågår            |
| Senast uppdaterad: 2012-08-26 (4499 dagar sedan) |                                                    |                     |                       |                |                           |